# Quận Lynn, Texas
Quận Lynn (tiếng Anh: Lynn County) là một quận trong tiểu bang Texas, Hoa Kỳ. Quận lỵ đóng ở thành phố Tahoka 6. Theo kết quả điều tra dân số năm  2000 của Cục điều tra dân số Hoa Kỳ, quận có dân số 6550 người 2. Đây là một trong 30 quận khô  của tiểu bang Texas.

## Thông tin nhân khẩu
Theo điều tra dân số [3] năm 2000, đã có 6.550 người, 2.354 hộ, và 1.777 gia đình sống trong quận. Mật độ dân số là 7 người trên một dặm vuông (3/km ²). Có 2.671 đơn vị nhà ở với mật độ trung bình là 3 cho mỗi dặm vuông (1/km ²). Cơ cấu dân tộc dân cư sinh sống trong quận Lynn gồm 75,53% người da trắng, 2,84% da đen hay Mỹ gốc Phi, 1,02% người Mỹ bản xứ, 0,15% người châu Á, 18,24% từ các chủng tộc khác, và 2,21% từ hai hoặc nhiều chủng tộc. 44,63% dân số là người Hispanic hay Latino thuộc chủng tộc nào.
Có 2.354 hộ, trong đó 38,90% có trẻ em dưới 18 tuổi sống chung với họ, 61,00% là các cặp vợ chồng sống với nhau, 11,10% có chủ hộ là nữ không có mặt chồng, và 24,50% là không lập gia đình. 23,10% của tất cả các hộ gia đình đã được tạo thành từ các cá nhân và 12,10% có người sống một mình 65 tuổi trở lên đã được người. Bình quân mỗi hộ là 2,76 và cỡ gia đình trung bình là 3,25.
Trong quận, độ tuổi dân cư quận với 31,20% ở độ tuổi dưới 18, 7,80% 18-24, 26,00% 25-44, 21,00% 45-64, và 14,00% người 65 tuổi trở lên. Tuổi trung bình là 35 năm. Cứ mỗi 100 nữ có 99,60 nam giới. Cứ mỗi 100 nữ 18 tuổi trở lên, đã có 93,80 nam giới.
Thu nhập trung bình cho một hộ gia đình trong quận đã được $ 26.694, và thu nhập trung bình cho một gia đình là $ 33.146. Nam giới có thu nhập trung bình $ 27.972 so với 19.531 $ cho phái nữ. Thu nhập trên đầu cho các quận được $ 14.090. Giới 19,30% gia đình và 22,60% dân số sống dưới mức nghèo khổ, trong đó có 28,00% những người dưới 18 tuổi và 24,40% có độ tuổi từ 65 trở lên. 